# Samsung Galaxy
Samsung Galaxy là loạt thiết bị điện thoại thông minh, tai nghe, đồng hồ thông minh và máy tính bảng chạy hệ điều hành Android được thiết kế, sản xuất và tiếp thị bởi Samsung Electronics. Các dòng sản phẩm nổi bật của hãng có thể kể đến là dòng điện thoại có khả năng gập gọn Samsung Galaxy Z series,dòng điện thoại cao cấp Galaxy S series, Galaxy Note series của điện thoại và dòng máy tính bảng Galaxy Tab series.

## Số kiểu máy - Model

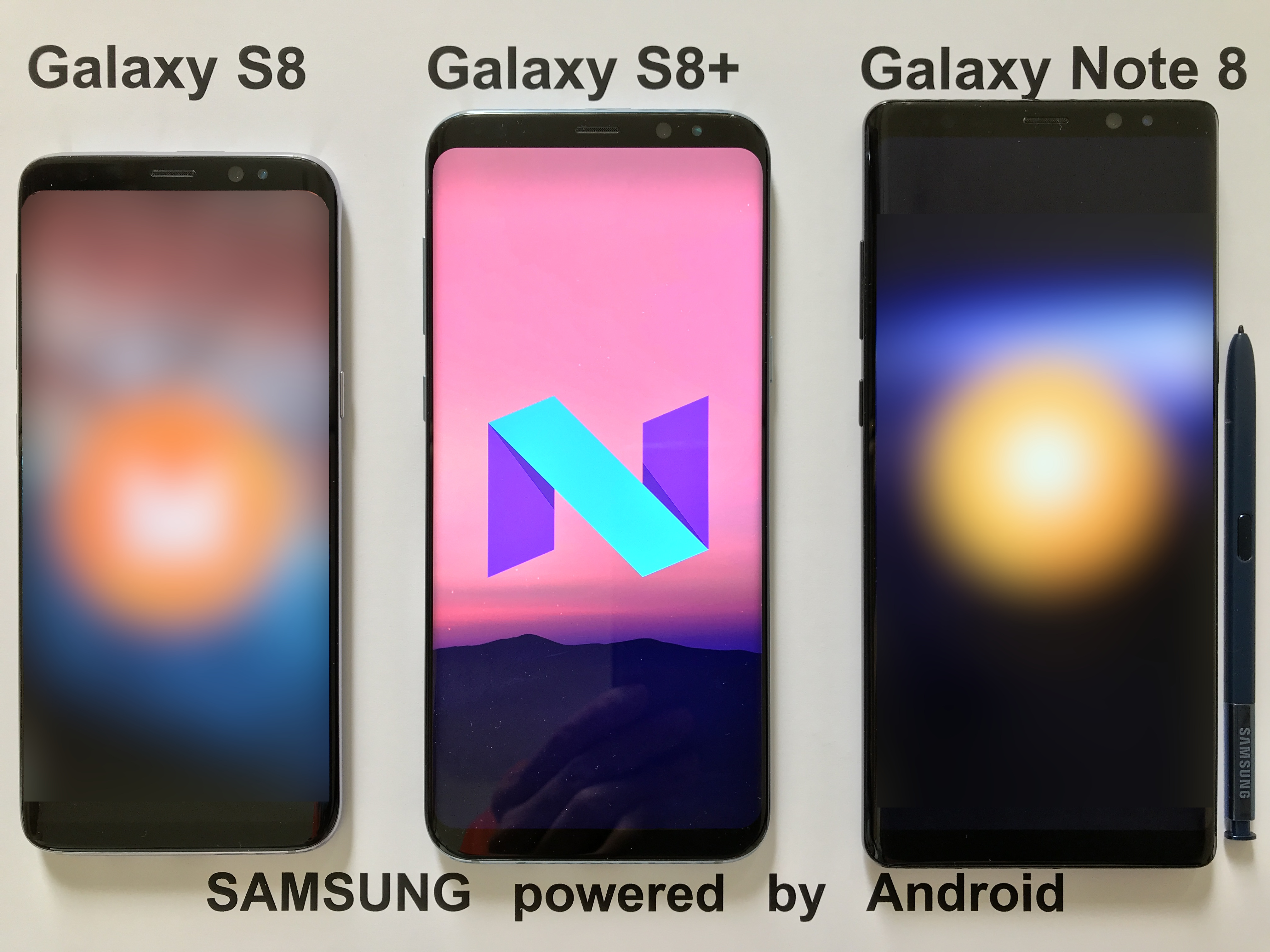
Điện thoại Samsung (mặt trước)

Từ tháng 9 năm 2013, số kiểu máy của các thiết bị trong dòng Samsung Galaxy có định dạng "SM-xxxx" (không bao gồm Galaxy J SC-02F). Trước đây, từ năm 2009 đến tháng 9 năm 2013, số mô hình ở định dạng "GT-xxxx".
Trong lịch sử sản xuất điện thoại của Samsung, có nhiều dòng sản phẩm Galaxy đã ra mắt, với tên chữ cái đặc trưng cho tính năng và phân khúc giá bán. Hiện tại hãng chỉ sản xuất dòng Galaxy Z, Note, S, A, M và F (điện thoại), Galaxy Buds (tai nghe thông minh), Galaxy Watch, Galaxy Fit, Galaxy Gear (thiết bị đeo thông minh) và máy tính bảng Galaxy Tab, các dòng khác đã bị khai tử do chiến lược tinh giảm và marketing.
Tất cả các điện thoại thông minh thuộc dòng Galaxy từng được phát hành bao gồm:
| Chữ cái | Ý nghĩa                                                           | Loại                                                  | Mã hiệu |
| ------- | ----------------------------------------------------------------- | ----------------------------------------------------- | --- |
| K       | Kapture(e.g. nắm bắt khoảnh khắc)                                 | Người dùng máy ảnh kĩ thuật số kết hợp với smartphone | Samsung Galaxy K Zoom sẽ được phát hành máy ảnh 10X Zoom với 19-20 megapixels, kết hợp với Android 4.4.2, 2 GB RAM, 16 GB flash bộ nhớ trong, microSD, NFC, Wi-Fi, Bluetooth 4.0, 4.8 inches 1280x720 px, 6-core Exynos 5 Hecta SoC, Mali-T624 GPU, dòng sản phẩm riêng biệt này không giống như biến thể S5 Zoom. |
| Note    | Các thiết bị thông minh Stylus Phablet và Tablet                  | Thiết bị cao cấp                                      | GT-N7nnn (cũ), SM-N9nn (mới) |
| S       | Siêu thông minh                                                   | Thiết bị cao cấp                                      | SM-G9nn |
| Tab     | Thiết bị Tablet                                                   | Thiết bị tầm trung trở lên                            | GT-Pnnn (cũ), SM-Tnnn (mới) |
| PRO     | Thiết bị Tablet                                                   | Thiết bị cao cấp                                      | SM-P9nn (NotePRO Tablets), SM-Tnnn (TabPRO Tablets) |
| R       | Sang trọng                                                        | Thiết bị tầm trung trở lên                            | GT-S8nnn |
| W       | Tuyệt vời                                                         | Thiết bị tầm trung                                    | GT-S7nnn |
| M       | Phép màu                                                          | Thiết bị tầm trung                                    | GT-S5nnn (cũ), SM-Mnnn (mới) |
| Y       | Trẻ                                                               | Thiết bị tầm thấp                                     | (thay đổi) |
| J       | Giá rẻ                                                            | Thiết bị tầm trung                                    | SM-Jnnn; SM-Gnnn(J Prime) |
| A       | Thời trang                                                        | Thiết bị cận cao cấp                                  | SM-Annn |
| C       | Dành riêng cho thị trường Trung Quốc, một số máy bán tại Việt Nam | Thiết bị tầm trung trở lên                            | SM-Cnnn |
| X       | Dành riêng cho thị trường Hàn Quốc                                | Thiết bị cao cấp                                      | SM-G88N0 |
| F       | Dành riêng cho thị trường Ấn Độ                                   | Thiết bị cao cấp                                      | |
| Z       | Các mẫu điện thoại màn hình gập (Foldable)                        | Điện thoại gập cao cấp                                | SM-F9nn, SM-F7nn (Z Flip) |
| Fold    | Các mẫu điện thoại màn hình gập (Foldable)                        | Điện thoại gập cao cấp                                | SM-F9nn |

Một số mã hiệu điện thoại thông minh Samsung cho các biến thể:
- GT-Nnnn0 - mã hiệu Note chính (cách viết của dòng cũ)
- SM-Nnn0 - mã hiệu Note chính (cách viết của dòng mới)
- GT-Pnn00/10 - mã hiệu Tab chính (cách viết của dòng cũ)
- SM-Tnn0/1 - mã hiệu Tab chính (cách viết của dòng mới)
- GT-Snnn0 - mã hiệu chính
- GT-Snnn2/ SM-Gnnn/DS / SM-Gnnn/DD SM-Gnnn2 - Dual SIM "Duos" model
- GT-Snnn5/GT-Nnnn5/GT-Pnnn5/SM-Nnn5/SM-Tnn5/SM-GnnnF - loại 4G/LTE
- GT-S5nnn - mã hiệu M chính (cách viết của dòng cũ)
- SM-Mnnn - mã hiệu M chính (cách viết của dòng mới)
- SM-Wnnn – Windows model (i.e., Galaxy Book)

## Thiết bị

### Điện thoại

#### Galaxy Z series
- Samsung Galaxy Fold
- Samsung Galaxy Z Flip
- Samsung Galaxy Z Flip 5G
- Samsung Galaxy Z Fold 2
- Samsung Galaxy Z Fold 3
- Samsung Galaxy Z Flip 3
- Samsung Galaxy Z Fold 4
- Samsung Galaxy Z Flip 4

#### Galaxy Note series
- Samsung Galaxy Note
- Samsung Galaxy Note II
- Samsung Galaxy Note 3
- Samsung Galaxy Note 4
- Samsung Galaxy Note Edge
- Samsung Galaxy Note 5
- Samsung Galaxy Note 7
- Samsung Galaxy Note Fan Edition
- Samsung Galaxy Note 8
- Samsung Galaxy Note 9
- Samsung Galaxy Note 10
- Samsung Galaxy Note 20

#### Galaxy S series
- Samsung Galaxy S
- Samsung Galaxy S II
- Samsung Galaxy S III
- Samsung Galaxy S4
- Samsung Galaxy S5
- Samsung Galaxy S6
- Samsung Galaxy S7
- Samsung Galaxy S8
- Samsung Galaxy S9
- Samsung Galaxy S10
- Samsung Galaxy S20
- Samsung Galaxy S21
- Samsung Galaxy S22
- Samsung Galaxy S23

### Máy tính bảng

#### Samsung Galaxy Tab
Bài chi tiết: Samsung Galaxy Tab series
- Samsung Galaxy Tab 7.0
- Samsung Galaxy Tab 7.0 Plus
- Samsung Galaxy Tab 10.1
- Samsung Galaxy Tab 2 7.0
- Samsung Galaxy Tab 2 10.1
- Samsung Galaxy Tab 3 7.0
- Samsung Galaxy Tab 3 8.0
- Samsung Galaxy Tab 3 10.1
- Samsung Galaxy Tab 3 Lite 7.0
- Samsung Galaxy Tab 4 7.0
- Samsung Galaxy Tab 4 8.0
- Samsung Galaxy Tab 4 10.1
- Samsung Galaxy Tab Pro 8.4
- Samsung Galaxy Tab Pro 10.1
- Samsung Galaxy Tab Pro 12.2
- Samsung Galaxy Tab S 10.5
- Samsung Galaxy Tab S 8.4
- Samsung Galaxy Tab S2 8.0
- Galaxy Tab S3 với S-Pen
- Galaxy Tab S4 với S-Pen
- Galaxy Tab S5e
- Galaxy Tab S6 với S-Pen (LTE | 5G)
- Galaxy Tab S6 Lite với S-Pen
- Samsung Galaxy Tab S7 với S-Pen (LTE | 5G)
- Galaxy Tab S8 | S8+ | S8 Ultra với S-Pen (5G)

### Thiết bị đeo

#### Samsung Galaxy Note (tablet)
Bài chi tiết: Samsung Galaxy Note series
- Samsung Galaxy Note 8.0
- Samsung Galaxy Note 10.1
- Samsung Galaxy Note 10.1 2014 Edition
- Samsung Galaxy Note Pro 12.2

#### Đồng hồ và vòng đeo tay thông minh
- Watch5 Pro
- Watch5 40mm | 44mm
- Watch4 Classic 41mm | 45mm
- Watch4 40mm | 44mm
- Watch3 41mm | 45mm
- Watch Active2 40mm | 44mm
- Watch Active 40mm | 44mm
- Watch 42mm | 46mm (thế hệ đầu tiên)
- Galaxy Fit2
- Galaxy Fit | Fit e
- Gear S3 classic
- Gear S3 frontier
- Gear Sport
- Gear Fit2 Pro
- Gear Fit2
- Gear S2 classic
- Gear S2 sport
- Gear S2 platinum
- Gear S
- Gear2 | Gear2 neo
- Gear Live
- Gear Fit (vòng đeo tay thông minh đầu tiên)
- Gear (đồng hồ thông minh đầu tiên)

#### Tai nghe không dây
- Galaxy Buds2 Pro
- Galaxy Buds2
- Galaxy Buds Pro
- Galaxy Buds Live
- Galaxy Buds+
- Galaxy Buds

### Máy ảnh

#### Samsung Galaxy Camera[6]
- Samsung Galaxy Camera
- Samsung Galaxy Camera 2

Vào 29 tháng 8 năm 2012, Samsung giới thiệu máy ảnh kĩ thuật số thông minh được gọi là Samsung Galaxy Camera. Độ phân giải 16 megapixel, ống zoom quang học 21x, kết nối 4G, va sử dụng hệ điều hành Android 4.1 Jelly Bean. Trong suốt sự kiện IFA 2012 tại Berlin, Samsung xác nhận thêm chi tiết kĩ thuật với bộ xử lý lõi tứ 1.4GHZ và ISO 3200.

## Lịch sử
| Ngày                  | Model                                             | Tên thay thế và các biến thể |
| --------------------- | ------------------------------------------------- | --- |
| TBA 2014/15           | Samsung Galaxy S6                                 | Samsung Galaxy Note Edge |
| Tháng 8 2017          | Samsung Galaxy Note 8                             | |
| TBA 2017              | Samsung Galaxy J5 (2017) và J7 (2017)             | Samsung Galaxy J5 Pro & Samsung Galaxy J7 Pro |
| TBA 2017              | Samsung Galaxy A5 (2017) và A7 (2017)             | |
| TBA 2017              | Samsung Galaxy A3 (2017)                          | |
| Tháng 3 2017          | Samsung Galaxy S8 và S8 Plus                      | Samsung Galaxy S8 Active |
| Tháng 8 2016          | Samsung Galaxy Note7                              | Samsung Galaxy Note Fan Edition (Note FE) |
| TBA 2016              | Samsung Galaxy S7 và S7 Edge                      | Samsung Galaxy S7 Active |
| Tháng 8 2015          | Samsung Galaxy Note5; Samsung Galaxy S6 Edge Plus | |
| TBA 2014/15           | Samsung Galaxy A5                                 | |
| TBA 2014/15           | Samsung Galaxy A3                                 | |
| TBA 2014              | Samsung Galaxy Pocket 2                           | |
| TBA 2014              | Samsung Galaxy Mega 2                             | |
| TBA 2014              | Samsung Galaxy Star 2                             | |
| TBA 2014              | Samsung Galaxy Young 2                            | |
| TBA 2014              | Samsung Galaxy Ace 4 LTE                          | |
| TBA 2014              | Samsung Galaxy Ace 4                              | |
| Tháng 10 2014         | Samsung Galaxy Note 4                             | |
| Tháng 9 2014          | Samsung Galaxy Alpha                              | |
| Tháng 7 2014          | Samsung Galaxy Core 2                             | |
| Tháng 7 2014          | Samsung Galaxy S5 Mini                            | SM-G800H, SM-G800F |
| Tháng 6 2014          | Samsung Galaxy Core LTE (SM-G386F)                | |
| Tháng 5 2014          | Samsung Galaxy K Zoom                             | |
| Tháng 4 2014          | Samsung Galaxy Ace Style                          | |
| Tháng 4 2014          | Samsung Galaxy S5                                 | SM-G900H, SM-G900R4, SM-G900V |
| Tháng 1 2014          | Samsung Galaxy Note 3 Neo                         | SM-N7500 (bản3G /Samsung Exynos Chip/Quốc tế), SM-N7502 hỗ trợ 2 SIM, SM-N7505 (bản 4G/LTE /Qualcomm Snapdragon Chip/Tùy chọn quốc gia)                                          |
| Tháng 1 2014          | Samsung Galaxy Grand Neo (GT-I9060)               | |
|                       |                                                   | |
| Tháng 12 2013         | Samsung Galaxy Win Pro                            | |
| Tháng 12 2013         | Samsung Galaxy J (SGH-N075)                       | |
| Tháng 12 2013         | Samsung Galaxy S Duos 2 (GT-S7582)                | |
| Tháng 12 2013         | Samsung Galaxy Trend Plus (GT-S7580)              | |
| Tháng 11 2013         | Samsung Galaxy Grand 2 (SM-G7100)                 | SM-G7102 (2 SIM) |
| Tháng 10 2013         | Samsung Galaxy Star Pro (GT-S7260)                | GT-S7262 (Dual SIM) |
| Tháng 10 2013         | Samsung Galaxy Express 2 (SM-G3815)               | |
| Tháng 10 2013         | Samsung Galaxy Round (SM-G9105)                   | |
| Tháng 10 2013         | Samsung Galaxy Trend Lite (GT-S7390)              | GT-S7392 (2 SIM) |
| Tháng 10 2013         | Samsung Galaxy Light (SGH-T399)                   | |
| Tháng 10 2013         | Samsung Galaxy Core Plus (SM-G3500)               | SM-G3502 (2 SIM) |
| Tháng 10 2013         | Samsung Galaxy Round                              | |
| Tháng 10 2013         | Samsung Galaxy Ace 3 (GT-S7270)                   | GT-S7272 (2 SIM), GT-S7275 (LTE) |
| Tháng 9 2013          | Samsung Galaxy Note 3                             | SM-N9005 (4G/LTE Model/Qualcomm Snapdragon Chip/Tùy chọn quốc gia), SM-N9000 (3G Model/Samsung Exynos Chip/Toàn cầu)                                                             |
| Tháng 7 2013          | Samsung Galaxy S4 Mini (GT-I9190)                 | Galaxy S4 Mini I9195 (LTE) / Galaxy S4 Mini I9192 (2 SIM) |
| Cuối tháng 6 năm 2013 | Samsung Galaxy S4 Active (GT-I9295)               | |
| Giữa tháng 6 năm 2013 | Samsung Galaxy S4 Zoom (SM-C1010)                 | |
| Tháng 6 2013          | Samsung Galaxy Pocket Neo (GT-S5310)              | GT-S5312 (2 SIM) |
| Cuối tháng 5 năm 2013 | Samsung Galaxy Star (GT-S5280)                    | GT-S5282 (2 SIM) |
| Giữa tháng 5 năm 2013 | Samsung Galaxy Core (GT-S8262)                    | GT-i8262D |
| Tháng 5 2013          | Samsung Galaxy Y Plus (GT-S5303)                  | |
| Tháng 5 2013          | Samsung Galaxy Win (GT-I8550)                     | Galaxy Grand Quattro, GT-I8552 (2 SIM) |
| Tháng 4 2013          | Samsung Galaxy Mega                               | GT-I9150 (5.8"), GT-I9152 (5.8", Dual SIM), GT-I9200 (6.3"), GT-I9205 (6,3", LTE)                                                                                                |
| Cuối tháng 4 năm 2013 | Samsung Galaxy Fame (GT-S6810)                    | GT-S6810P (NFC) |
| Cuối tháng 4 năm 2013 | Samsung Galaxy S4 (GT-I9500)                      | Galaxy S4 I9505 (LTE) |
| Tháng 3 2013          | Samsung Galaxy Xcover 2 (GT-S7710)                | |
| Tháng 3 2013          | Samsung Galaxy Young (GT-S6310)                   | GT-S6312 (2 SIM) |
| Tháng 1 2013          | Samsung Galaxy Grand (GT-I9080)                   | GT-I9082 (2 SIM) |
| Tháng 1 2013          | Samsung Galaxy S II Plus (GT-I9105)               | |
| Tháng 1 2013          | Samsung Galaxy Pocket Plus (GT-S5301)             | |
| Tháng 11 2012         | Samsung Galaxy S III Mini (GT-I8190)              | |
| Tháng 10 2012         | Samsung Galaxy Rugby Pro (SGH-I547)               | Samsung Galaxy Rugby LTE (SGH-i547C, thị trường Canada) |
| Tháng 10 2012         | Samsung Galaxy Express                            | SGH-I437 |
| Tháng 9 2012          | Samsung Galaxy Rush                               | |
| Tháng 9 2012          | Samsung Galaxy Note II                            | |
| Tháng 9 2012          | Samsung Galaxy Reverb                             | |
| Tháng 9 2012          | Samsung Galaxy Victory 4G LTE (SPH-L300)          | |
| Tháng 9 2012          | Samsung Galaxy Pocket Duos (GT-S5302)             | |
| Tháng 8 2012          | Samsung Galaxy S Duos (GT-S7562)                  | Galaxy S Duos (GT-S7568, China Mobile TD-SCDMA), Galaxy Trend II Duos (GT-S7572, khác máy ảnh, 1.2 GHz 2 nhân CPU, thị trường Trung Quốc), Galaxy Trend (S7560M, không có 2 SIM) |
| Tháng 7 2012          | Samsung Galaxy Stellar (SCH-I200)                 | |
| Tháng 5 2012          | Samsung Galaxy Ch@t (GT-B5330)                    | |
| Tháng 5 2012          | Samsung Galaxy Appeal (SGH-I827)                  | |
| Tháng 5 2012          | Samsung Galaxy S III (GT-I9300)                   | Galaxy S III I9305 (LTE) |
| Tháng 4 2012          | Samsung Galaxy S Advance                          | Galaxy S II Lite |
| Tháng 4 2012          | Samsung Galaxy Rugby (GT-S5690M)                  | |
| Tháng 3 2012          | Samsung Galaxy Pocket (GT-S5300)                  | |
| Tháng 3 2012          | Samsung Galaxy Rugby Smart (SGH-i847)             | |
| Tháng 2 2012          | Samsung Galaxy Beam (i8530)                       | |
| Tháng 2 2012          | Samsung Galaxy Y DUOS (GT-S6102)                  | |
| Tháng 2 2012          | Samsung Galaxy Mini 2 (GT-S6500)                  | |
| Tháng 2 2012          | Samsung Galaxy Ace 2 (GT-I8160)                   | Samsung Galaxy Ace 2 x (GT-S7560M), |
| Tháng 1 2012          | Samsung Galaxy Ace Plus (GT-S7500[L/T/W])         | |
| Tháng 1 2012          | Samsung Galaxy Y Pro Duos (GT-B5510)              | GT-B5512(B) |
| Tháng 11 2011         | Samsung Galaxy Nexus (i9250)                      | |
| Tháng 10 2011         | Samsung Galaxy Note                               | |
| Tháng 10 2011         | Samsung Stratosphere                              | |
| Tháng 8 2011          | Samsung Galaxy XCover (S5690)                     | |
| Tháng 8 2011          | Samsung Galaxy Precedent                          | |
| Tháng 8 2011          | Samsung Galaxy Y (GT-S5360)                       | |
| Tháng 8 2011          | Samsung Galaxy M                                  | |
| Tháng 8 2011          | Samsung Galaxy W (I8150)                          | Samsung Exhibit II 4G (SGH-T679) |
| Tháng 8 2011          | Samsung Galaxy R (I9103)                          | |
| Tháng 8 2011          | Samsung Galaxy S Plus (GT-i9001)                  | |
| Tháng 6 2011          | Samsung Galaxy Z                                  | |
| Tháng 6 2011          | Samsung Exhibit 4G (SGH-T759)                     | |
| Tháng 5 2011          | Samsung Galaxy S II (GT-I9100)                    | Samsung Galaxy S II Skyrocket Samsung Captivate Glide |
| Tháng 4 2011          | Samsung Galaxy Neo                                | |
| Tháng 4 2011          | Samsung Galaxy Pro                                | |
| Tháng 4 2011          | Samsung Galaxy Prevail (SPH-M820)                 | |
| Tháng 3 2011          | Samsung Galaxy Mini (GT-S5570)                    | Samsung Galaxy Next (tại Italy) Samsung Galaxy Pop (tại Ấn Độ) |
| Tháng 3 2011          | Samsung Galaxy Gio (GT-S5660)                     | |
| Tháng 2 2011          | Samsung Galaxy SL (GT-I9003)                      | |
| Tháng 2 2011          | Samsung Galaxy Fit (S5670)                        | |
| Tháng 2 2011          | Samsung Galaxy Ace (GT-S5830, GT-S5830i)          | Samsung Galaxy Cooper (GT-S5830) (tạiThái Lan) |
| Tháng 10 2010         | Samsung Galaxy K                                  | |
| Tháng 10 2010         | Samsung Galaxy 551                                | |
| Tháng 8 2010          | Samsung Galaxy U                                  | |
| Tháng 8 2010          | Samsung Galaxy 5                                  | Samsung Galaxy Europa Samsung Galaxy 550 |
| Tháng 7 2010          | Samsung Galaxy 3                                  | Samsung Galaxy Apollo |
| Tháng 6 2010          | Samsung Galaxy S (GT-I9000)                       | Samsung Captivate Samsung Vibrant Samsung Fascinate Samsung Epic 4G Samsung Mesmerize                                                                                            |
| Tháng 11 2009         | Samsung Galaxy Spica                              | GT-I5700 Samsung Galaxy Portal |
| Tháng 6 2009          | Samsung Galaxy                                    | GT-I7500 |